# Station Bjørgen
Station Bjørgen is een halte in  Bjørgen in de gemeente Midtre Gauldal in fylke Trøndelag  in  Noorwegen. De halte ligt aan Rørosbanen. Bjørgen werd in 1876 geopend. Sinds 1960 is het onbemand. Het station is niet meer opgenomen in de reguliere dienstregeling.